# سرگئی ترشچنکوف
سرگئی ترشچنکوف (انگلیسی: Sergey Tereshchenkov; ۲۷ آوریل ۱۹۳۸ – ۱۱ آوریل ۲۰۰۶) دوچرخه‌سوار اهل اتحاد جماهیر سوسیالیستی شوروی بود.